# Ardisia wightiana
Ardisia wightiana là một loài thực vật có hoa trong họ Anh thảo. Loài này được (A.DC.) Wall. ex Mez mô tả khoa học đầu tiên năm 1902.